# Digg
Digg é um site norte-americano que reúne links para notícias, podcasts e vídeos os enviados pelos próprios usuários e avaliados por eles. Combina social bookmarks, blog e feed. É muito popular de forma que as notícias mais aclamadas pela comunidade chegam a alcançar mais de 1000 votos (diggs). Faz parte da rede de sites pertencentes a Web 2.0.
Suas notícias estão distribuídas em basicamente 6 categorias: Tecnologia, Ciência, Mundo & Negócios, Esportes, Entretenimento e Jogos.

## Funcionamento

### Enviando uma notícia
Através da página Submit a New Story cujo link é encontrado na inicial, se envia o endereço da notícia que é verificado no catalogo de links do sistema para confirmar que não há duplicação. Em seguida coloca-se um Nome e Descrição da notícia e escolhe uma sub-categoria das apresentadas a cima.
Importante também é a correta descrição da notícia a ser divulgada no Digg, sempre use descritores fidedignos, palavras ou termos que o leitor poderá a vir procurar. Procure ler notícias similares e observe como foi feito a divulgação, agindo assim você irá se comunicar com a destreza e a qualidade que a notícia exige.

### Votação
Todos os links enviados são automaticamente enviados para votação. Nas páginas das categorias assim como na inicial, são postos em blocos Título e Descrição da Notícia, dados de postagem como tempo e usuário que enviou, atalhos para comentários e reportar problemas com a notícia. Do lado esquerdo estão dois quadros dispostos em cima um amarelo com o número de pessoas que votaram e no de baixo, branco, há um link "digg it" que vota na notícia e automaticamente aumenta o número de votos no quadro a cima.

## Sites inspirados no Digg[1]
Em todo o mundo o Digg inspirou a criação de outros sites de notícia colaborativa. Na Espanha, o Menéame foi inspirado pelo Digg. No Brasil o mesmo ocorre com os sites Vergg, Digga, Linkk, OniWiki, Rec6 e Levitar, Gostei, entre outros. Em Portugal, o Digg inspirou o Diga Cultura e o DeMelhor, criado pelo Paulo Querido e o Miguel Vitorino utilizando o código-fonte aberto do Menéame.

## Acontecimentos Importantes
No segundo trimestre de 2012, mais concretamente em Maio, a empresa Social Code e ums subsidiária do Washington Post anunciaram a compra de dezena e meia de engenheiros da plataforma por uma quantia e 12 milhões de dólares e o Linkedin a aquisição de 15 patentes por um valor situado entre os 3,75 e os 4 milhões de dólares. 
Em Julho de 2012, o Digg é adquirido pela empresa Betawork por 500 mil dólares. Este processo de aquisição engloba a própria marca Digg, a tecnologia aplicada ao nível de desenvolvimento e os mais de 7 milhões de utilizadores mensais actualmente existentes. 
No dia 1 de Agosto de 2012, é apresentado o novo layout da plataforma, deixando de existir o acesso através da criação de perfil, sendo necessário somente realizar o login através de uma conta no Twitter ou Facebook. 